# Jestřebí (Olomouc)
Jestřebí é uma comuna checa localizada na região de Olomouc, distrito de Šumperk.